# Anamnese (liturgi)
 Denne artikel omhandler erindringen eller ihukommelsen af Jesus. Opslagsordet har også en anden betydning, se Anamnese.
Anamnese (græsk: anamnæsis: erindring, ihukommelse): det vil her sige ihukommelse af Jesus Kristus

## Paulus' brug afanamnesis
I Første Korintherbrev (1 Kor 11,24.25) indgår vendingen til ihukommelse af mig!
ved omtalen af nadverfejringen i den betydning at det der ihukommes, nemlig Jesus, bliver nærværende igen.
|  | vers 23 | For jeg har modtaget fra Herren og også overleveret til jer, at Herren Jesus i den nat, da han blev forrådt, tog et brød,                                    |
|  | vers 24 | takkede, brød det og sagde: »Dette er mit legeme, som gives for jer; gør dette til ihukommelse af mig!«                                                      |
|  | vers 25 | Ligeså tog han også bægeret efter måltidet og sagde: »Dette bæger er den nye pagt ved mit blod; gør dette, hver gang I drikker det, til ihukommelse af mig!« |
|  | vers 26 | For hver gang I spiser dette brød og drikker bægeret, forkynder I Herrens død, indtil han kommer.                                                            |

## Nadverens indstiftelsesord
De ord af Jesus der danner grundlaget for nadveren – indstiftelsesordene, "verba testamenti" – kan findes i Det Nye Testamente i de tre evangelier Matthæus, Markus og Lukas samt i Paulus' første brev til korintherne: Matt 26,26-29,   Mark 14,22-25,   Lukas 22,17-20 og 1 Kor 11,23-26.
Til praktisk brug i gudstjenesten sammenskrives disse tekststeder så det passer med nadversyn og øvrige teologi. Det er nemlig kun Lukas og Paulus der nævner at det er til minde om Jesus: "... Gør dette til ihukommelse af mig! ..." . Og det er kun Matthæus der kæder det sammen med syndernes forladelse: "... som udgydes for mange til syndernes forladelse. ..."
Et eksempel på en sådan sammenskrivning kan lyde:
Vor Herre Jesus Kristus tog i den nat, da han blev forrådt, et brød, takkede og brød det, gav sine disciple det og sagde: "Tag det og spis det; dette er mit legeme, som gives for jer. Gør dette til ihukommelse af mig!" Ligeså tog han også bægeret efter måltidet, takkede, gav dem det og sagde: "Drik alle heraf; dette bæger er den nye pagt ved mit blod, som udgydes for jer til syndernes forladelse. Gør dette, hver gang I drikker det, til ihukommelse af mig!"

## Ihukommelse og ikke blot minde
Højbo skriver om denne forskel mellem brug af ihukommelse og minde:

"... betød anamnesis og memoria ikke blot at man tænkte på noget og gjorde det psykisk nærværende som minde. Men ved anamnesis blev det der mindedes, virkeligt nærværende igen, blev re-præsens, gen-nærværende i sine virkninger. 

Derfor bruger vi her "ihukommelse" og ikke "minde" for at få dette gamle ord til at indeholde den tekniske betydning, det gængse ord ikke har. I øvrigt er det hele handlingen der er en ihukommelse, for man gør det Kristus gjorde. Derfor bliver naturligvis også Kristus nærværende i sakramentet, som resultat af anamnesis. ..." (Højbo, s. 186)

## I katolsk sammenhæng
Messe og sakramenter er i katolsk teologi anamnese, ihukommelse af Jesu historiske frelsesgerning.
(Gyldendals Religionsleksikon, 1998)